# Kristine Thenman
Ester Kristine Thenman, född 26 februari 1981, är en svensk keramiker. 
Thenman studerade vid Grebbestads folkhögskolas keramiklinje 2001, Kubens keramiklinje i Örebro 2002 och examinerades med en kandidatexamen vid seksjon for keramikk på Kunsthøgskolen i Bergen 2005 och med en magisterexamen i tillämpad konst vid Högskolan för Design och Konsthantverk vid Göteborgs Universitet 2007. 
Hon har medverkat i utställningarna Om väggar kunde tala på Bergvik köpcenter i Karlstad, Konsthall K i Karlstad, Konstfrämjandet i Värmland, Nääs Konsthantverk i Floda, Tid och otid med Konsthantverkarna i Stockholm Lägenheten, två rum och kök på Höganäs keramiskt center, Network International Ceramic Research Center i Skaelskør, Både Och på Röhsska museet samt Siri Brekke, Liv Midbøe, Kristine Thenman på Arvika Konsthall.
Hon har tilldelats stipendium från Fabrikör J.L. Eklunds Hantverksstiftelse 2006, Stiftelsen August Ringnérs Stipendiefond 2007, Otto och Charlotte Mannheimers Stipendiefond 2007, Estrid Ericsons Stiftelse 2007, Göteborgs Slöjdförening 2007, Värmlands museiförening 2008, Hertha Bengtssons Stiftelse 2008, Estrid Ericsons Stiftelse 2010, Utenriksdepartementet/Norske Kunsthåndverkere 2010, Arbetsstipendium för yrkesverksamma bild- och formkonstnärer, Sveriges bildkonstnärsfond 2011, Estrid Ericsons Stiftelse 2012 och Maja Fjaestad stipendium 2015.
Hennes konst består huvudsakligen av skulpturala föremål i lergodslera, gärna i kombination med andra material och teckningar. 
Thenman är representerad vid Landstinget i Värmland, Karlstads kommun, Västra Götalandsregionen och Arvika kommun. Vid sidan av sitt eget skapade har hon varit gästföreläsare vid Mullsjö folkhögskola.